# Кам'яниця Нестеровичів (Львів)
Кам'яниця Нестеровичів — житловий будинок на вулиці Івана Федорова у Львові, занесений  6 вересня 1979 року до Реєстру пам'яток архітектури України національного значення з охоронним номером 1275.

## Історія

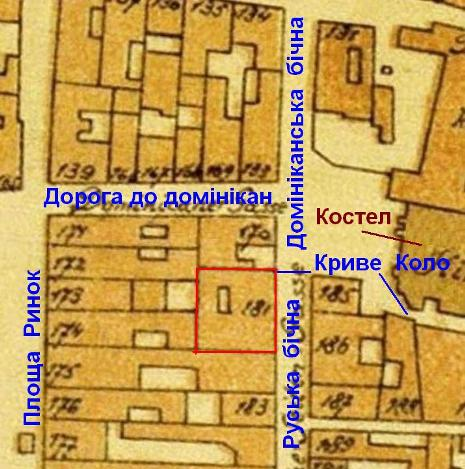
Фрагмент плану Львова кінця XVIII ст. Червоним позначено Нестеровичівську кам'яницю (к.н. 181). Під к.н. 170 кам'яниця Задикевичівська, к.н. 173 Чорна кам'яниця, к.н. 175 палац Корнякта, к.н. 185 кам'яниця Миколи Стечковича

Вулиця Івана Федорова проходить позаду престижного східного приринкового кварталу і на ній у середньовічному місті розміщувалось декілька вулиць, що належали різним національним громадам. На її початку від вулиці Вірменської йшла вулиця Домініканська бічна, за якою лежала невелика площа перед фасадом готичного костелу домініканців. З північної сторони кварталу йшла Дорога до домінікан (нині вулиця Ставропігійська), від якої стояла наріжна кам'яниця Задикевичівська (тепер будинок 6), що виходила на дві приринкові парцелі. Її вузький одновіконний фасад виходив на вулицю Домініканську бічну, а далі простягався межовий мур парцелі до кам'яниці Лискевичівської. Тут формально закінчувалась вулиця Домініканська бічна і розпочиналась Руська бічна, що йшла до вулиці Руської. Тоді напроти розпочинався неіснуючий сьогодні квартал Руської дільниці і від кутової кам'яниці Миколи Стечковича вздовж південного фасаду домініканського костелу до міського Високого муру йшла вулиця Криве Коло, що отримала назву від своєї форми. За Лискевичівською йшла кам'яниця Юстковичівська, що межувала з флігелем палацу Корнякта (нині І. Федорова 10). На основі кам'яниць «Криве Коло» і Юстковичівської після об'єднання, перебудов виникла кам'яниця Нестеровичів. Внаслідок поділів у XV—XVI століттях. Нестеровичівська кам'яниця займала три парцелі — дві тривіконні і одну двовіконну.

### Кам'яниця «Криве Коло»— Лискевичівська
У XVI столітті після Великої пожежі Львова була збудована ренесансна кам'яниця вірменина Тороса Лискевича, згодом Григорія Лискевича. Більш популярною була назва кам'яниці «Криве Коло», «На Кривому Колі» від назви вулиці, що розпочиналась напроти неї. З тильної західної сторони її парцела межує з парцелями Чорної кам'яниці (Площа Ринок 4) і кам'яниці Убальдіні (площа Ринок 3). Основним зайняттям власників кам'яниці була торгівля свічками, прянощами. Нею володіли члени українського роду Красовських, члени якого з 1520-х років належали до засновників і провідних діячів Успенського братства. У XVIII столітті до перебудови використовувалась як флігель кам'яниця Убальдіні, що з 1713 року належала Жевуським. На фасаді і у плануванні сучасної будівлі збереглось типове ренесансне несиметричне розміщення вікон 2 великої кімнати і одного малої.

### Кам'яниця Юстковичівська

Портал вхідної брами з XVIII ст.

На місці давнішої кам'яниці XVI століття нову кам'яницю збудував 1642 року Юсткович, від якого її відкупив Стефан Нестерович-Красовський, один з найбагатших міщан-українців, від якого кам'яниця отримала другу назву Нестеровичівської. При коронації Яна III Собеського 1676 він отримав шляхетство, звільнення від податків. Його син Микола († 1697) був писарем, сеньйором Ставропігійського Успенського братства. Після смерті Миколи кам'яницю успадкувала його сестра, яка продала її підляському каштеляну Адаму Жевуському († 1717). Вочевидь задовго до спорудження 1580 флігелю палацу Корнякта відбувся поділ проміжної парцелі, 1/3 якої відійшла до парцелі флігелю, а 2/3 зрештою відійшли до Юстковичівської парцелі, складаючи її двовіконне ліве крило. Юстковичівська кам'яниця формує центральну тривіконну частину сьогоднішньої будівлі, де за вузькою брамою зберігся більш широкий засклеплений проїзд. Варто зауважити, що з 1723 Станіслав Матеуш Жевуський володів колишнім палацом Корнякта, а добудований у дворі флігель приховав вихід на Італійський дворик тилів кам'яниці Нестеровичівської.

### Кам'яниця Нестеровичів

Склепіння проходу вхідної брами

Коване покриття дверей брами XVIII ст.

Син Адама писар польний коронний Михайло Жевуський докупив сусідню Лискевичівську кам'яницю і у 2-й половині XVIII століття перебудував їх у одну будівлю у стилі ампір, надбудувавши четвертий поверх. Від спадкоємців Михайла Жевуського будівля перейшла на початку XIX століття до нових власників і після декількох перепродажів належала Казимиру Дендору, згодом 1861 року Юліану і Станіславу Папарам, яких магістрат зобов'язав 1866 року відремонтувати будинок через провисання стелі третього поверху і прогнилі димарі. На 1870 рік будинком володіла Маріанна Папара, яка здавала офіцину в оренду Хаїму Крамаревичу і той 1872 року реставрував там опорний стовп. Маріанна Папара 1877 року просила дозволу на покриття даху новим ґонтом, але 1880 року магістрат зобов'язав використати вогнетривке покриття і лише 1884 року власниця спромоглась покрити дах бляхою. На 1889 рік будинком володів Франциск Мозер, від якого його купив артист Львівського міського театру Юзеф Хмелінський. Він вирішив провести відновлення будинку і відразу у світлиці на партері і кімнаті другого поверху під тинком відкрили стелі з модринового дерева з слідами червоної фарби на балках з різьбленими розетками. У світлиці виявили під тинком кам'яні фрамуги вікон з роздільною колоною без різьби, а у кімнаті партеру білокам'яну різьблену колону. У віконних нішах сходової клітки було відкрито рештки розписів релігійного змісту — фреску Богородиця Воплочення. Припускають, що наприкінці XVII століття їх виконав Олександр Ляницький, відомий виготовленням іконостасу Трьохсвятительської каплиці. Оскільки у приміщеннях партеру планували відкрити відділок Ц.к. пошти, то магістрат звернувся до Грона консерваторів Східної Галичини, яке 4 лютого 1910 року погодилося на перебудову за проєктом архітектора Людвіка Вельтце за умови відчищення та збереження найдених об'єктів. 1928 року будинок оцінили у 56.000 злотих, після чого 1931 року Авраам Грубер збудували дворові офіцини. Ще через три роки провели модернізацію помешкань 2 поверху з встановленнях лазничок. У 1960-х роках Львівські міжобласні реставраційні майстерні провели ремонт фасадів будинку. При перебудові 2005 року у лівій частині будівлі було знову виявлено різьблені балковані ренесансні стелі XVI—XVII століть, міжвіконну колону з білокам'яною різьбою та у північній стіні аркатуру з трьох арок з готичними різьбленими кам'яними підп'ятниками, рештки готичної арки.
У будинку зберігся з XVIII століття бароковий кам'яний портал вхідної брами з горішнім вікном-світликом, ґратами, ковані полотна дверей. Проїзд перекрито хрестовим склепінням з кам'яними підпятниками. У будівлі збереглись архітектурні елементи кам'яниць XVI—XVII століть, зокрема, білокам'яні обрамування вікон, планування приміщень, кам'яні консолі дворових балконів. Одночасно декор фасаду будинку є типовим для будівель Львова XIX століття.